# Rollag Station
Rollag Station (Rollag stasjon) var en jernbanestation på Numedalsbanen, der lå ved byområdet Rollag i Rollag kommune i Norge.
Stationen åbnede som holdeplads 20. november 1927, da banen blev taget i brug, og blev opgraderet til station 15. maj 1929. Den blev nedgraderet til trinbræt i januar 1971. Persontrafikken på banen blev indstillet 1. januar 1989, og samtidig blev al trafik på banen indstillet fra Rollag og nordpå til endestationen Rødberg. Resten af banen fra Rollag og sydpå til Kongsberg er efterfølgende blevet benyttet til lejlighedsvis kørsel med godstog og veterantog.
Stationsbygningen blev opført i 1924 efter tegninger af NSB Arkitektkontor. Bygningen blev renoveret i 2007, og i 2010 åbnede der en café i den gamle stationsbygning. I 2014 blev caféen omdannet til en gourmetrestaurant.